# 清澗県
清澗県（せいかん-けん）は中華人民共和国陝西省楡林市に位置する県。

## 行政区画
- 鎮:寛州鎮、石咀駅鎮、折家坪鎮、玉家河鎮、高傑村鎮、李家塔鎮、店則溝鎮、解家溝鎮、下廿里鋪鎮

## 出身者
- 路遥 - 小説家。